# كأس خادم الحرمين الشريفين للأبطال 2010
كأس خادم الحرمين الشريفين للأبطال لعام 2010 إحدى مسابقات الاتحاد العربي السعودي لكرة القدم في موسم 2009–10 وتقام ابتداء من 4 أبريل 2010. وهي النسخة الثالثة من هذه المسابقة بنظامها الجديد. ويشارك بها عدد ثمانية أندية لكرة القدم وفق نظام خروج المغلوب، وأقيمت مراسم القرعة لتحديد الفرق المتقابلة في يوم الإثنين 23 مارس 2010  في مدينة الرياض.